# Днепровские пороги

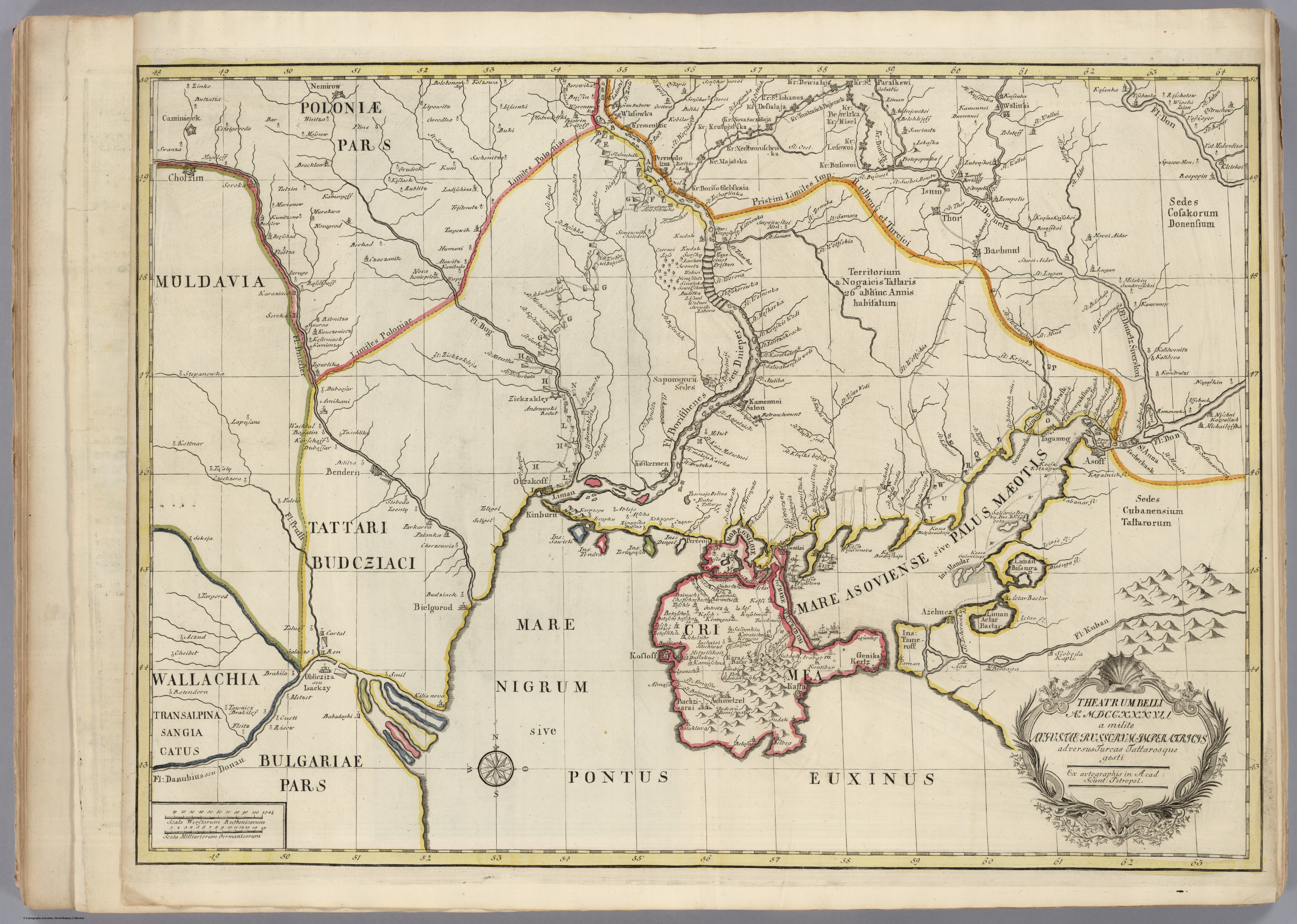
Тринадцать Днепровских порогов (с названиями) на карте театра военных действий в Русско-турецкой войне в 1737 году, составленой Ж. Н. Делилем для Российской Академии наук в 1745 году.

Днепро́вские поро́ги (укр. Дніпрові пороги) — выходы горных пород (пороги) в русле реки Днепр, между современными городами Днепр и Запорожье, ранее затруднявшие судоходство по реке.
В 1932 году почти все Днепровские пороги были затоплены при заполнении Днепровского водохранилища, образовавшегося со строительством Днепрогэса.

## Геология

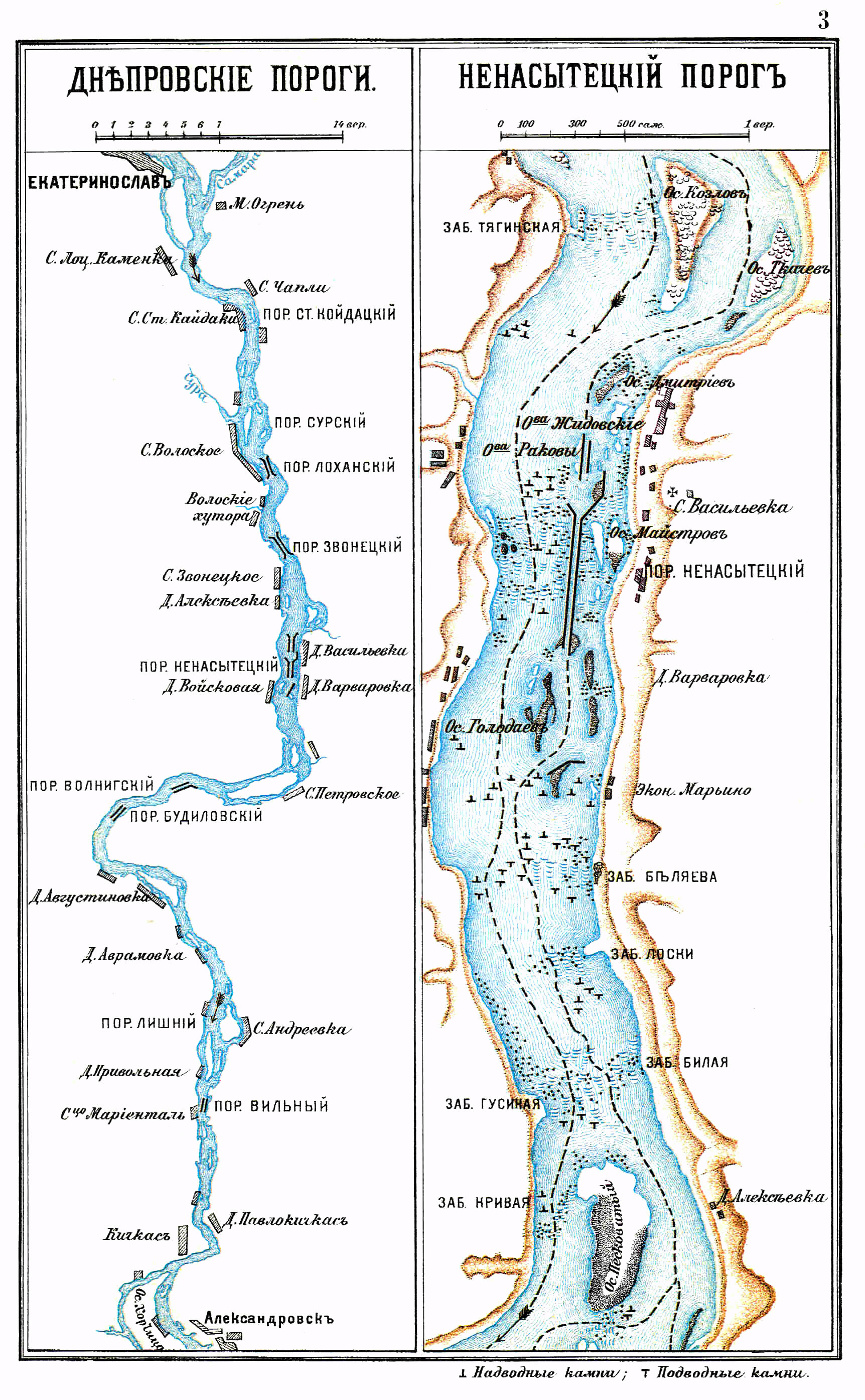
Днепровские пороги в Энциклопедическом словаре Брокгауза и Ефрона.

Днепр, берущий начало на Среднерусской возвышенности, наталкивается на Украинский щит возле Киева. Щит, представляющий собой вздыбившуюся 2,6 млрд лет назад земную кору, состоящую из твёрдых пород, в основном гранита, тянется широкой дугой от южного водораздела притока Днепра, реки Припять, вдоль Днепра, который пересекает по линии Днепр — Запорожье. Оканчивается щит в районе Донбасса.
После Киева Днепр, столкнувшийся с Украинским кристаллическим щитом, отклоняется к востоку. В районе города Днепр воды реки Днепр прорываются через длинную гранитную гряду, наполняющую русло реки большим числом порогов и каменных перекатов. Только после Запорожья река успокаивается и поворачивает на юго-запад к Чёрному морю.

## История
Император Византии Константин VII Багрянородный (905—952) в «Об управлении империей» пишет, что путешественники, следуя из Корсуни в Крыму вверх по течению, переправлялись через Днепр южнее порога Вольного на Кичкаской переправе (Крарийский перевоз). В этом же труде перечислены славянские и варяжские названия порогов.
В X веке при князе Святославе после поражения и заключённого русско-византийского договора 971 года Святослав со своими воинами, а также со Свенельдом, который отговаривал Святослава идти в Киев через днепровские пороги, зная, что там устроили засаду печенеги, предлагал путь «на конях». Свенельд отправился конным путём через юго-западные земли Руси и благополучно вернулся в Киев, а князь отправился по Днепру и в битве на порогах с печенежским ханом Курей погиб.
В XVIII веке купцы сплавлялись через пороги только весной и на небольших лодках, летом и осенью пороги были совсем непроходимы, в это время суда разгружались у порогов, после чего их перевозили посуху до крепости Александровская, расположенной около устья речки Сухая Московка, впадающей в Днепр, там товары снова грузились и дальше плыли без помех до устья Днепра.
На местности между современными городами Днепр и Запорожье имелось 9 порогов и несколько десятков каменных гряд (так называемые «заборы»). Общая протяжённость составляла около 75 км (при высоте падения воды около 40 м и скорости течения до 4 м/с). Ширина русла в порожистой части реки весьма различна. В порогах она изменяется от 360 до 900 м, между тем как на плёсах она местами достигает 1800 и более метров. В 1932 году была построена Днепровская ГЭС, образовавшееся Днепровское водохранилище затопило пороги, что создало условия для сквозного судоходства вдоль всей протяжённости реки.

## Имена порогов
Ещё в древние времена пороги были известны путешественникам, следующим «из варяг в греки». Порожистая часть Днепра включала девять порогов, каждый из которых имел своё имя (по порядку сверху вниз по течению Днепра). Эрих Лясота, в своём дневнике XVI века, упоминает тринадцать порогов, включая в их число и заборы:
- Кодацкий[укр.] — находится у села Старые Кодаки, Днепровский район, Днепропетровская область
- Сурской[укр.]
- Лоханский
- Звонецкий
- Ненасытец[укр.]
- Вовниговский (Волнигский[5])
- Будильский порог — чуть южнее села Вовниги, Запорожский район, Запорожская область
- Лишний
- Вольный[укр.]

## Описание порогов

### Кодацкий
Этот порог, единственный из всех, носит не славянское имя. Константин Багрянородный знал его как Эссупи — «по-росски», или «не спи» — «по-славянски». Современное название, по мнению днепровского краеведа Ивана Савельева, порог получил от тюркских слов: «кой» — поселение и «даг» — гора. При крепости позднее возникло первое поселение днепровских лоцманов. По приказу Потёмкина для переправы через пороги постоянно содержались 121 человек, освобождённые от налогов и рекрутства. Со временем число лоцманов увеличилось до 673, живших в сёлах Старые Кодаки и Каменки. Образованные по воле Екатерины II в 1787 году лоцманы были самоуправляемой единицей, приписанной к Министерству Путей Сообщения России, пока в 1879 году их не передали в подчинение местным учреждениям на общественных началах.

### Сурский
Сурский порог находится в 7 км от Кодацкого. Его длина с правой стороны 100 м, с левой — 72 м, Перепад воды — 0,5 м, с правой стороны у порога канал из насыпного камня 105 м, глубина фарватера до порога — 2 м, после — 2,4 м. Порог находится у села Волосское, Днепровский район, Днепропетровская область, впадение речки Мокрая Сура.

### Лоханский
Имя порога днепровские лоцманы объяснили тем, что возле порога вода плещется как в лохани. Это один из самых страшных порогов. Он находится на полкилометра южнее Сурского (порога). Его ширина 122 м, длина с правой стороны — 267 м, с левого — 55 м, перепад воды — 1,6 м. У порога канал из насыпного камня длиной в 120 м, глубина фарватера — 2 м, и ниже порога — 2,4 м.
Напротив Лоханского порога, на левом берегу Днепра (между населёнными пунктами Перше Травня и Диброва) расположена Лоханская (Лаханская) балка.

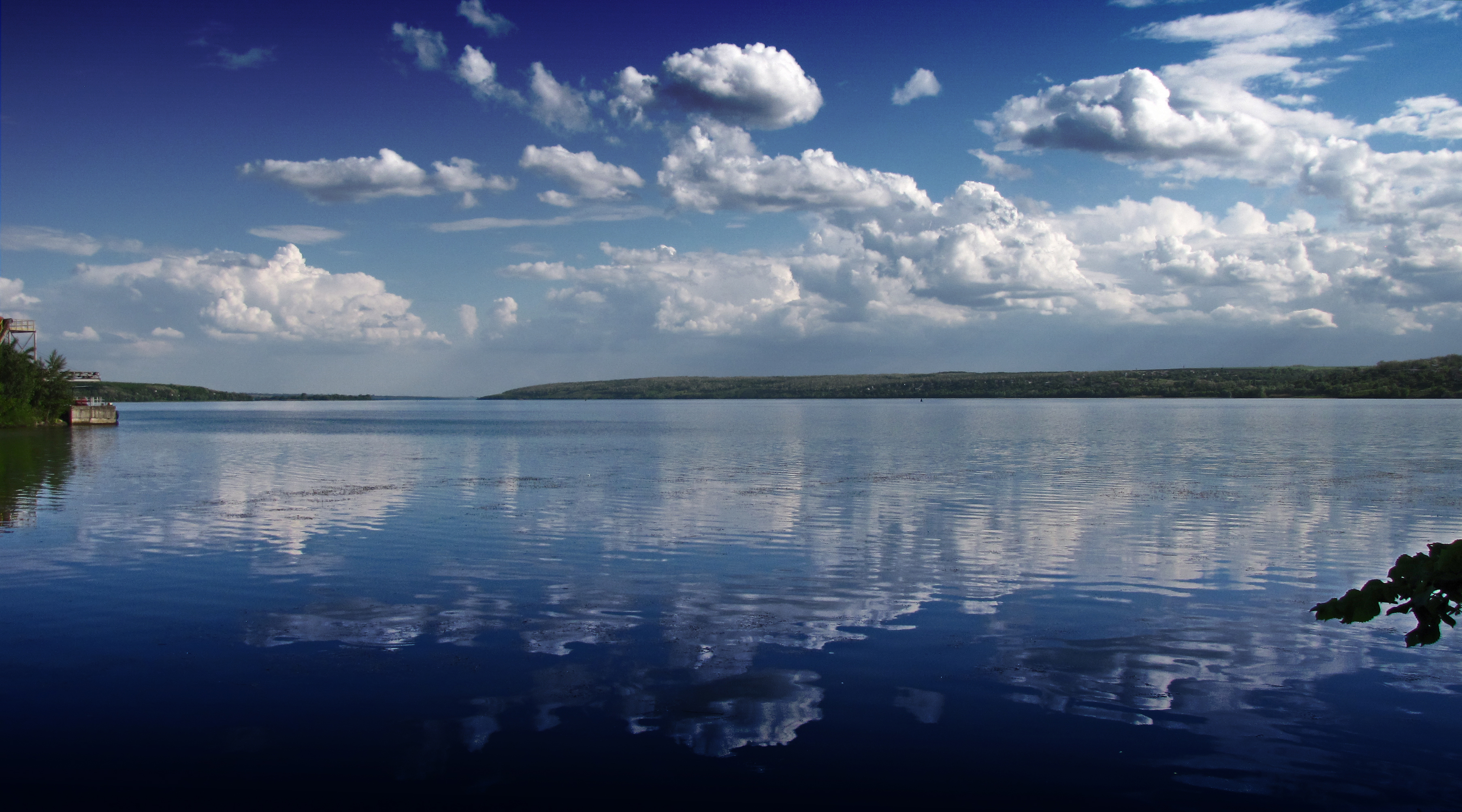
Днепровское водохранилище напротив Лоханской балки, Перше Травня, Днепропетровская область. Рядом расположен затопленный Лоханский порог.

### Звонецкий
Звонецкий порог имел длину с правой стороны 183 м, с левой стороны − 214 м, рядом с порогом проходил канал длиной 201 м, глубина фарватера перед порогом 2,7 м и ниже порога — 3 м.
Порог находится у села Звонецкое, Днепровский район, Днепропетровская область.

### Ненасытец
С порогом связаны несколько легенд.
Достоверной версии о происхождении имени порога не имеется. Считается, что очень много народа погибало на этом пороге при сплаве через него, «ненасытен» этот порог в жертвах.
Ненасытецкий порог расположен шестью километрами ниже Звонецкого порога. Его размеры были 2,4 км х 1 км, перепад воды составлял 5,9 м. Возле порога имелся проход с правого берега длиной 420 м и шириной 32 м. На левом низком и пологом берегу была каменная насыпь. Позже посреди реки появился ещё один проход — «новый» с гладкими стенками, сделанный из насыпных камней, его длина — 1,5 км.
Из всех девяти порогов только Ненасытенский из-за чрезвычайно быстрого течения зимой не замерзал. Над правым берегом нависала скала Монастырка.
В 1787 году императрица Екатерина II по дороге из Екатеринослава в Крым посетила Ненасытецкий порог (рядом с которым был устроен деревянный дворец) и наблюдала за тем, как кодацкие и каменские лоцманы проводили через порог восемьдесят галер.
Затопленный порог находится напротив села Василевка-на-Днепре. Село Василевка было основано на левом берегу Днепра в 1776 году наместником Екатеринославского края генералом Синельниковым. На правом берегу он основал село Николаевка в 1780 году.

### Вовниговский
В 30 км от Ненасытца находится Вовниговский порог.
Порог имел ширину 105 м и длину 567 м, перепад воды — 2,4 м. Возле порога проходил канал из насыпных камней 420 м длиной, фарватер имел глубину 2,1−2,4 м.
Порог находится у села Вовниги, Днепровский район, Днепропетровская область.

### Лишний
Порог имеет ширину у правого берега 460 м, с левого — 183 м, перепад воды — 4,4 м. Глубина на фарватере — 3 м выше порога и 1,8 м — ниже.
«Лишний» находится рядом с селом Андреевка Запорожского района Запорожской области.

### Вольный
Вольный или Гадючий порог, длиной 974 м с правой стороны, 800 м — с левой, перепад воды — 2,8 м, фарватер — 3,6 м, имел канал с гладкими стенками длиной 840 м.
С левого берега к порогу подходила Вольная балка, а с правого — Гадючья балка, в которой водились в большом количестве гадюки.
Порог находился у села Вольноандреевка Запорожского района Запорожской области.

## Старый и Новый Днепр
Старый (казацкий) ход фарватера
Среди порогов пролегали два фарватера: естественный и искусственный. Естественный фарватер, открытый запорожскими казаками, назывался Старым или Казацким ходом. Старый ход проходил преимущественно у правого берега, где было больше открытой воды. Глубина фарватера Старого хода между порогами была от 2 до 4 метров и около метра на плёсах и вблизи порогов.
Новый ход фарватера
Другой фарватер, искусственный, называли Новым ходом, проходил у левого берега реки, по каналам, устроенным для улучшения судоходных условий Днепра. Первая попытка такого улучшения принадлежит первому генерал-губернатору Новороссийского края князю Потёмкину. Под руководством инженера М. Л. Фалеева и позднее — де Волана, были сооружены каналы у правого берега реки возле порогов Старо-Кодакском и Ненасытецком, а также струеотводные плотины под левым берегом на порогах Сурском и Лоханском. В некоторых опасных местах фарватера провели расчистку. Из этих работ только расчистка фарватера принесла некоторую пользу; что же касается каналов и шлюза, то из-за их малой ширины и глубины они остались без всякого употребления.
Фалеев заказывал мастеровых из Тулы. На порогах работало 150—300 человек, в зависимости от времени дня. Фалееву не удалось пробить проходы через все пороги.
При Павле І в 1798 году также брались за прочистку прохода возле Ненасытца. Позже герцог Ришельё в 1807 году, распоряжением царя Александра І, сделал обводной канал на Кодацком пороге и прочистил фарватер на Сурском и Лоханском порогах.
В 1843 году была предпринята новая попытка улучшения судоходности реки. Работы были закончены в 1856 году и обошлись казне около 2 млн руб. Первоначально предполагалось сделать каналы шириной около 30 м, с глубиной до 2 м (ниже горизонта грунтовых вод). Эти размеры не удалось выдержать — на некоторых каналах ширина была более 20 м, . На 8 порогах было сооружено 9 каналов, из них два на Ненасытецком, и струеотводная плотина в Сурском порогах. Все каналы были сооружены под левым берегом и образуют искусственный, так называемый Новый ход, который оказался, однако, до такой степени неудовлетворительным, что лоцманы по-прежнему предпочитали ему старый, Казацкий ход.
После Волчьего горла Старый фарватер шёл, огибая о. Хортица с правой стороны. Видимо, по этой причине этот рукав днепровские лоцманы называли Старым Днепром. Здесь русло всегда было глубоко и свободно от камней. Рукав, огибающий остров с левой стороны, более мелкий и широкий, использовался для судоходства меньше, это русло именовалось Новый Днепр.